# Duque Yansheng
El Duque Yansheng, literalmente "Honorable [señor] Desbordante de Sabiduría", a veces traducido como Santo Duque de Yen, es el título nobiliario chino ostentado hasta la actualidad por los descendientes directos de Confucio (551-479 a. C.).
El título fue originalmente creado para Kong Ji, descendiente de decimocuarta generación de Confucio, como un marquesado durante la dinastía Han anterior (206 a. C. - 9 d. C.). Desde entonces, el título ha sido ostentado por un miembro de la familia Kong. Debido a la inmensa influencia de Confucio y de su pensamiento en la cultura China, y al énfasis que la filosofía confuciana pone en la piedad filial, el árbol genealógico de la familia Kong está inusualmente bien documentado: el templo ancestral de Confucio se convirtió a la muerte del mismo en un lugar de peregrinación, y sólo sus descendientes podían acometer los sacrificios rituales a su ancestro. Esto convirtió el linaje de la familia Kong y el de los Duques Yanseng en el más antiguo del mundo conocido con certeza.

## Historia

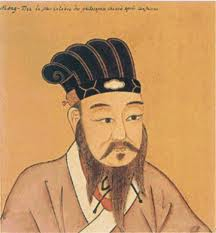
Retrato imaginario de Confucio, patriarca de los Duques Yansheng.

Kong Qiu (551–479 a. C.), más conocido como Confucio, fue un filósofo y político del estado de Lu durante el Período de Primaveras y Otoños de la antigua China. El propio Confucio era un descendiente de la familia real de la dinastía Shang (1558–1046 a. C.) a través de los duques del estado de Song (siglo XI a. C. - 286 a. C.). 
Durante el reinado de Qin Shi Huang (r. 247–210 a. C.), Kong Fu (孔鮒), un descendiente de Confucio de novena generación, recibió el título de "Señor Wentong de Lu" (魯國文通君) y fue nombrado shaofu (少傅). En el año 190 a. C., el emperador Gao de la dinastía Han concedió el título de "Señor Fengsi" (奉祀君; "Oficial Ceremonial") a Kong Teng (孔騰), el hermano menor de Kong Fu.
Durante el reinado del emperador Yuan (r. 48–33 a. C.), Kong Ba (孔霸), un descendiente de decimotercera generación recibió el título de "Señor Baocheng" (褒成君), y un feudo consistente en los ingresos de 800 hogares con los que financiar el culto a Confucio en Qufu. Kong Ba ordenó a su hijo mayor, Kong Fu (孔福), que volviera al hogar ancestral de la familia Kong para ejercer de sacerdote ceremonial en el templo ancestral de Confucio. A partir de ese momento, el cabeza de la familia Kong residió en Qufu.
El emperador Cheng (r. 33–7 a. C.)  concedió el título de "marqués Yinshaojia" (殷紹嘉侯) a Kong Ji (孔吉), un descendiente directo de decimocuarta generación, y le permitió asimismo encargarse de los sacrificios rituales a Cheng Tang, el primer rey de la dinastía Shang. Durante el reinado del emperador Ping (r. 1 a. C. – 6 d. C.), Kong Jun (孔均, decimosexta generación) recibió el título de "marqués Baocheng" (褒成侯).
La sucesión y el título continuaron inalterados hasta el período de los Tres Reinos, cuando el estado de Cao Wei (220–265) cambió el nombre del título de "marqués Baocheng" (褒成侯) a "marqués Zongsheng" (宗聖侯).
Las dinastías Jin (266–420) y Liu Song (420–479) cambiaron el título a "marqués de Fengsheng" (奉聖亭侯). La dinastía Wei del norte (386–535) lo había cambiado previamente a "marqués Chongsheng" (崇聖侯) mientras que la dinastía Qi del norte (550–577) lo llamó "marqués Gongsheng" (恭聖侯). Durante la dinastía Zhou (557–581), el título fue ascendido al rango de duque, "Duque de Zou" (鄒國公).

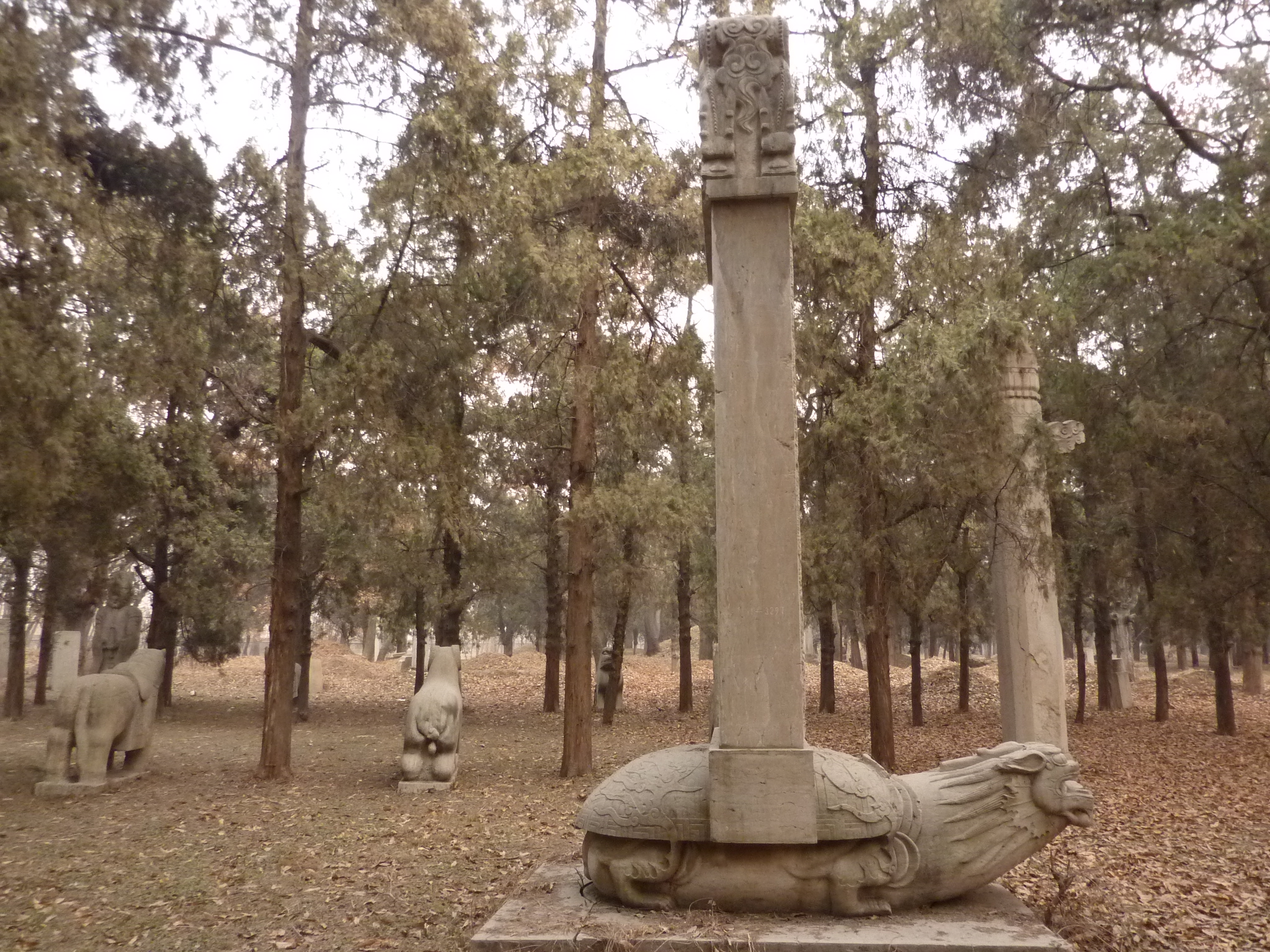
Estelas de los duques Yansheng en el cementerio ancestral de la familia en Qufu.

Aunque mantuvo sus funciones religiosas intactas y sus privilegios fueron confirmados en numerosas ocasiones durante los Tang y los Song, hasta mediados de la dinastía Song del Norte (960-1127) el título sufrió varios cambios de nombre más, antes de que fuera establecido finalmente como "Duque Yansheng" en 1005 por el Emperador Renzong de la dinastía Song. Kong Zongyuan, descendiente de la 46ª generación de Confucio, se convirtió en la primera persona en ostentar el título de "Duque Yansheng". Los duques Yansheng gozaban de privilegios que a otros nobles se les negaban, como el derecho a gravar sus dominios en Qufu, que estaban exentos de los impuestos imperiales. Su ducado tenía su propio sistema judicial y la capacidad legal de aplicar la pena capital, aunque dichas sentencias debían ser ratificadas por la corte imperial. El ducado Yansheng sobrevivió a las dinastías Yuan, Ming y Qing, y sus privilegios fueron siempre ratificados. Inusualmente para la nobleza china, el título de Duque Yansheng no se degradaba cada generación. 
El título y sus muchos privilegios se mantuvieron hasta que en 1935, el gobierno nacionalista de la República de China convirtió el título de duque Yansheng en un cargo político, el "Dacheng Zhisheng Xianshi Fengsi Guan" (大成至聖先師奉祀官), que significa simplemente Oficial de Ceremonial de Confucio. Este cargo político no sólo era hereditario, sino que también tenía el mismo rango y remuneración que el de un ministro del gobierno en el gobierno de la República de China. En 1950 el Duque Yansheng abandonó China continental al acabar la guerra civil China, y trasladó sus funciones a Taiwán, donde sus sucesores continuaron operando como sacerdotes ancestrales de Confucio con rango ministerial. En 2008, con el permiso de la familia Kong, el cargo político pasó a ser no remunerado y de carácter puramente ceremonial. Actualmente el cargo lo ocupa Kung Tsui-chang, descendiente de la 79.ª generación de Confucio, quien reside en Taiwán. Otra rama de la familia Kong reside todavía en Qufu, y mantiene la residencia de la familia Kong.
Las tumbas de los duques Yansheng de las dinastías Ming y Qing se encuentran en el Cementerio de Confucio en Qufu, Shandong.